# Юнчик-Зёмецка, Эва
Э́ва Ю́нчик-Зёме́цка (польск. Ewa Junczyk-Ziomecka; род. 19 мая 1949, Рашин) — польская юристка, журналистка и государственный деятель. Заместитель государственного секретаря (с 2006 по 2008 г.), а затем (с 2008 по 2010 г.) государственный секретарь в Канцелярии Президента Республики Польша Леха Качиньского. Генеральный консул Республики Польша в Нью-Йорке (2010–2014 г.).
С 19 января 2015 года председатель правления Образовательного фонда Яна Карского.

## Биография
Родилась 19 мая 1949 года в Рашине, после изучения права и последипломного обучения журналистики в Варшавском университете работала журналистом. Во время военного положения ей запретили заниматься журналистской деятельностью, после чего она уехала в США. В 1980-х она была главным редактором польской миграционной газеты Dziennik Polski. Занималась сотрудничеством между польской, еврейской и украинской общинами в США. Вернулась в Польшу в 1993 году.
Принимала активное участие в создании Музея истории польских евреев Полин и с 2001 года на протяжении пяти лет была директором по развитию и заместителем директора этого нового учреждения.
19 января 2006 года Юнчик-Зёмецка стала заместителем государственного секретаря, а 23 апреля 2008 года — секретарем в Канцелярии президента Республики Польша Леха Качиньского. Руководила Управлением социальных инициатив и Управлением писем и мнений граждан Канцелярии Президента Республики Польша. 24 февраля 2010 года Юнчик-Зёмецка была уволена с этой должности.
1 марта 2010 года заняла должность Генерального Консула Республики Польша в Нью-Йорке. Занимала эту должность до 2014 года.
Во время ее пребывания в должности Генерального Консула, в США была открыта программа «Карский» и создана польско-американская группа «Кампания столетия Яна Карского», благодаря которой Ян Карский был посмертно удостоен высшей гражданской награды США - Президентской медали Свободы.
В 2012 году в Генеральном консульстве была также торжественно открыта ежегодная премия «Jan Karski Spirit Award», присуждаемая Образовательным фондом Яна Карского.
Эва Юнчик-Зёмецка стала первым лауреатом этой премии, за ней последовали водимые американские политики: посол в ООН Саманта Пауэр (2013 г.) и сенатор Джон Маккейн (2014 г.).
Благодаря консульской деятельности, направленной на популяризацию знаний о Яне Карском, в марте 2013 г. издательство Джорджтаунского университета опубликовало в США – спустя 69 лет после первой публикации – книгу Яна Карского «Тайное государство».
Генеральное консульство Республики Польша в Нью-Йорке во время правления Эвы Юнчик-Зёмецкой также было местом интенсивного обучения польских и американских учителей, целью которого было распространение знаний о личности и наследии Яна Карского.
19 января 2015 года, после завершения консульской миссии, она стала председателем правления Образовательного фонда Яна Карского.
Член ассоциации «Открытая республика», ассоциации Еврейского исторического института и Ассоциации польских журналистов. Автор нескольких книг, в том числе о «Солидарности» и об Иоанне Павле II.
Активно работает за польско-еврейский диалог.

## Личная жизнь
Бывшая жена Мариуша Зёмецкого (польского журналиста и телеведущего), у нее двое детей: дочь Зузанна и сын Станислав.
Юнчик-Зёмецка была близким другом польского писателя Рышарда Капущинского.

## Награды
- Рыцарский крест Ордена Возрождения Польши (2015)[12][13]
- Большой крест Ордена Заслуг (Португалия) (2008)[14]
- Медаль «Восстание в Варшавском гетто» (2006)[15], присужденная Ассоциацией еврейских ветеранов и жертв Второй мировой войны.